# Epithemateae
Epithemateae je tribus gesnerijevki sio potporodice Didymocarpoideae. Sastoji se od četiri podtribusa. Tipični rod je Epithema iz Afrike i Azije

## Podribusi
1. Tribus Epithemateae C. B. Clarke
  1. Subtribus Loxotidinae G. Don
    1. Rhynchoglossum Blume (14 spp.)

  2. Subtribus Monophyllaeinae A. Weber & Mich. Möller
    1. Monophyllaea Bennet & R. Br. (38 spp.)
    2. Whytockia W. W. Sm. (10 spp.)

  3. Subtribus Loxoniinae A. DC.
    1. Loxonia Jack (2 spp.)
    2. Stauranthera Benth. (8 spp.)
    3. Gyrogyne W. T. Wang (1 sp.)

  4. Subtribus Epithematinae DC. ex Meisn.
    1. Epithema Blume (20 spp.)